# Heinkel He 211
Die Heinkel He 211 war das Projekt eines 22- bis 24-sitzigen zweistrahligen Verkehrsflugzeugs des deutschen Herstellers Ernst Heinkel Flugzeugbau GmbH vom Ende der 1950er- und Anfang der 1960er-Jahre.

## Geschichte

### He 211A und He 211B
Die He 211 geht zurück auf einen Vorschlag von Siegfried Günter, der am 7. Mai 1957 das Konzept eines kleinen Reiseflugzeuges an die Geschäftsleitung übermittelte, das sowohl mit Propellerantrieb durch zwei kleine Gasturbinen als auch mit Strahltriebwerken ausrüstbar sein sollte. Für beide Varianten war eine Beförderungskapazität von zwei Flugzeugführern und zwölf Passagieren vorgesehen. Wie schon die Projektbezeichnung erkennen lässt, wurde damit der Anschluss an die Heinkel He 111 – die auch zehn Passagiere befördern konnte – gesucht.
Die Flugsicherheit sollte beim Propellerantrieb dadurch deutlich erhöht werden, dass man eine Ausgleichskupplungswelle zwischen der rechten und linken Luftschraube und Aufschaltung der beiden Gasturbinen über Freiläufe vorsah. Als Gasturbine war der Einsatz der General Electric J85 geplant. Die Höchstgeschwindigkeit sollte mit etwa 500 km/h deutlich über der von Kolbenmotorflugzeugen erreichbaren liegen.
1958 schrieb das Bundeswirtschaftsministerium einen Wettbewerb für ein im innerdeutschen Verkehr einsetzbares Kurzstreckenflugzeug aus. Die Ernst Heinkel Flugzeugbau GmbH beteiligte sich mit der He 211A mit Propeller-Turbinenantrieb daran. Die Lufthansa bezeichnete den Entwurf zwar als förderungswürdig, eine Finanzierung der Entwicklung erfolgte jedoch nicht. Heinkel führte das Projekt auf eigenes Risiko weiter und stellte 1961 die Varianten He 211A mit PTL-Antrieb und He 211B mit reinem Strahlantrieb in Form eines Aft-Fans vor.

### He 211A-1 und He 211B-1
Bereits am 21. Juli 1958 schlug Siegfried Günter ebenfalls unter der He-211-Bezeichnung eine größere Variante vor, die 19 Passagiere transportieren und durch zwei J85 mit Turbofan angetrieben werden sollte (He 211B-1). Auch hierzu war eine weitere Version (He 211A-1) mit Turbopropantrieb durch zwei miteinander durch eine Kupplungswelle verbundene Lycoming T53 oder T55 geplant. Günter bezeichnete den Entwurf generell als Zubringerflugzeug, „das bei gleicher Rumpflänge und halber Flächengröße wie die alte He 111 18 bis 19 Passagiere gegenüber 10 Passagieren der He 111 (transportiert) und die doppelte Höchstgeschwindigkeit wie die He 111 (erreicht)“.
Nach der Zusammenfassung der beiden Projektstudien für die He 211 wurde das Projekt im März bei einer Pressekonferenz öffentlich vorgestellt. Ein Vergleich der zu erwartenden Leistungen und der Vermarktbarkeit der vier Entwürfe erbrachte einen eindeutigen Vorteil für die He 211B-1. Bei zwei Mann Besatzung sollten 22 oder mit einer innovativen Schräganordnung der Sitze 24 Passagiere befördert werden. Als Antrieb sollten zwei Zweikreis-Strahltriebwerke General Electric CF700 dienen. Zur Steuerung war ein V-Leitwerk vorgesehen.
Heinkel hatte für die Entwurfsarbeiten bereits 300.000 DM investiert; die Gesamtkosten, um die He 211B-1 serienreif zu machen, wurden jedoch auf 80 Millionen DM veranschlagt. Da trotz der guten Absatzprognosen das Muster keine staatliche Förderung erhielt, wurde die weitere Entwicklung eingestellt.

## Technische Daten
| Kenngröße               | Daten der He 211B-1                                    |
| ----------------------- | ------------------------------------------------------ |
| Besatzung               | 2                                                      |
| Passagiere              | 22–24                                                  |
| Länge                   | 19,15 m                                                |
| Spannweite              | 14,70 m                                                |
| Höhe                    | 4,72 m                                                 |
| Flügelfläche            | 35 m²                                                  |
| Flügelstreckung         | 6,2                                                    |
| Leermasse               | 5500 kg                                                |
| max. Startmasse         | 10.965 kg                                              |
| Reisegeschwindigkeit    | 840 km/h in 4000 m                                     |
| Startstrecke auf 10,7 m | 740 m                                                  |
| Landestrecke aus 10,7 m | 640 m                                                  |
| Triebwerke              | 2 × General Electric CF 700 mit Aft Fan mit je 18,9 kN |